# Wybory prezydenckie w Stanach Zjednoczonych w Kalifornii w 1952 roku
Wybory prezydenckie w Stanach Zjednoczonych w Kalifornii w 1952 roku – odbyły się 4 listopada 1952 jako część 42. wyborów prezydenckich.
Wyborcy w Kalifornii wybrali elektorów, aby reprezentowali ich w głosowaniu powszechnym w kolegium elektorskim.
Kalifornia została zdobyta przez kandydata republikanów – Dwighta Eisenhowera.
| 1948← 4 XI 1952 →1956 |                                                                                                  | |
| --- | ------------------------------------------------------------------------------------------------ | --- |
| - Kandydat na prezydenta - Partia polityczna - Stan macierzysty - Kandydat na wiceprezydenta - Głosy elektorskie - Głosy powszechne - Wyniki procentowe | - Dwight Eisenhower - Partia Republikańska - Nowy Jork - Richard Nixon - 32 - 3 035 587 - 56,83% | - Adlai Ewing Stevenson II - Partia Demokratyczna - Illinois - John Sparkman - 0 - 2 257 646 - 42,27% |